# Polynema editha
Polynema editha är en stekelart som beskrevs av Girault 1938. Polynema editha ingår i släktet Polynema och familjen dvärgsteklar. Inga underarter finns listade i Catalogue of Life.